# Fatali Khan Khoyski
Fatali Khan Isgender oglu Khoyski (in azero Fətəli xan İsgəndər oğlu Xoyski; Şəki, 7 dicembre 1875 – Tbilisi, 19 giugno 1920) è stato un avvocato e politico azero.

## Biografia
Nato nell'Impero russo (Governatorato di Elizavetpol'), fu deputato della Duma di Stato della II convocazione, Commissario alla pubblica istruzione presso il Commissariato Transcaucasico (1917-1918), Ministro della giustizia della Repubblica Federale Democratica Transcaucasica (1918). 
Dopo la nascita della Repubblica Democratica dell'Azerbaigian, ne fu il primo Primo ministro e Ministro degli affari interni (1918-1919), Ministro della guerra, Ministro della giustizia (1918) e Ministro degli affari esteri (1918-1919 e 1919-1920) (Repubblica Democratica di Georgia).

## Carriera politica
Khoyski venne eletto deputato alla Seconda Duma dell'Impero russo dal Governatorato di Elizavetpol'. Pronunciò un discorso davanti alla Duma il 2 febbraio 1907, criticando le politiche russe di colonizzazione in Azerbaigian e nel Caucaso. Sebbene fosse formalmente iscritto al Partito Democratico Costituzionale (noto come Kadets), si unì anche alla frazione musulmana della Duma. Il 27 marzo, subito dopo la rivoluzione di febbraio del 1917 in Russia, Khoyski divenne membro del Comitato esecutivo temporaneo dei Consigli nazionali musulmani (MNC). Durante il primo vertice del Musavat del 26-31 ottobre 1917, Khoyski si espresse a favore dell'autonomia dell'Azerbaigian. Nel dicembre 1917 fu eletto membro del Sejm transcaucasico di recente creazione e successivamente nominato ministro della giustizia dell'indipendente Repubblica Federale Democratica Transcaucasica.

### Repubblica Democratica dell'Azerbaigian
La Repubblica Democratica dell'Azerbaigian indipendente fu il primo stato in assoluto nel mondo musulmano a funzionare e a basarsi sui principi di un governo repubblicano. Fatali Khan fu incaricato di formare il primo gabinetto della repubblica.
Il primo ministro Khoyski ebbe l'onere di inviare radiogrammi ai principali centri politici del mondo sulla proclamazione di una repubblica indipendente dell'Azerbaigian il 30 maggio 1918. Quando il governo si trasferì nella sua residenza temporanea nella città di Gäncä, il governo dovette affrontare gravi difficoltà. La statualità azera venne presa di mira. Il 17 giugno, Fatali Khan annunciò le dimissioni durante la sessione chiusa del Consiglio nazionale, ma fu incaricato di formare un nuovo governo. Oltre alla carica di primo ministro, fu Ministro della giustizia nel secondo governo.
Khoyski fu presidente del gabinetto dei ministri e Ministro degli affari interni. Il 17 giugno 1918 il secondo governo formato da Khoyski fu guidato da Nasib Yusifbeyli. Svolse un ruolo significativo nell'allearsi con il governo turco, sconfiggendo e rimuovendo la Dittatura Centrocaspiana dal potere a Baku e stabilendo legami diplomatici con altri paesi. Il 22 dicembre fu nominato Ministro degli esteri del nuovo governo. Khoyski protesse la statualità dell'Azerbaigian e difese l'indipendenza dell'Azerbaigian, ottenendone il riconoscimento alla Conferenza di pace di Parigi. È anche accreditato per aver fondato l'Università statale dell'Azerbaigian. Durante il periodo del terzo governo formato da Khoyski, fu Presidente del Consiglio Nazionale e Ministro degli Affari Esteri dell'Azerbaigian. Durante il suo mandato, riuscì a rimuovere i nomi della città di Elizavetpol', ripristinando il nome storico di Gäncä, e denominò la contea di Karyagino come provincia di Jabrayil, istituendo un sistema multipartitico, stampò francobolli azeri e introdusse la valuta azera Manat, fondando scuole e college in lingua azera. Nel marzo 1919 il terzo governo si sciolse.
Nel gennaio 1920, quando le potenze alleate riconobbero de facto la Repubblica Democratica dell'Azerbaigian, Georgy Chicherin, commissario sovietico per gli affari esteri, invitò ripetutamente Khoyski ad aprire un nuovo fronte per affrontare Anton Denikin e il suo movimento bianco. Fatali Khan negò le richieste, affermando che la Repubblica Azera non si sarebbe fatta coinvolgere negli affari interni della Russia. Nella sua quarta ed ultima comunicazione, Chicherin informò Khoyski dell'imminente invasione da parte dell'11.a Armata Rossa dell'Azerbaigian. Khoyski si trasferì con la sua famiglia a Tbilisi prima che l'Armata Rossa bolscevica invadesse Baku il 28 aprile 1920.

## Assassinio
Fatali Khan Khoyski fu assassinato a Tbilisi, vicino alla centrale piazza Erivansky, il 19 giugno 1920 da Aram Yerganian, come parte dell'Operazione Nemesis organizzata dalla Federazione Rivoluzionaria Armena (ARF). L'ARF accusò Khoyski di aver svolto un ruolo importante nel massacro degli armeni del settembre 1918 a Baku.
La sua cerimonia di sepoltura fu organizzata dal consolato persiano a Tbilisi.